# 2371 Dimitrov
2371 Dimitrov (1975 VR3) là một tiểu hành tinh vành đai chính được phát hiện ngày 2 tháng 11 năm 1975 bởi Smirnova, T. ở Nauchnyj.